# Le Sens du devoir 4
Pour plus de détails, voir Fiche technique et Distribution.
Le Sens du devoir 4 (皇家師姐IV直擊証人, Wong ga si je ji IV: Jik gik jing yan) est un film hongkongais réalisé par Yuen Woo-ping, sorti en 1991.

## Synopsis
Lors d'une mission spéciale, un policier photographie un secrétaire d'état américain en pleine transaction de drogue pour le compte de la CIA. Avant de mourir, l'agent transmet la pellicule à un jeune chinois qui devient aussitôt la cible de terroristes à la solde des occidentaux. L'infortune héros demande alors l'aide de Yeung, la meilleure policière de Hong Kong, et de son partenaire, un expert en arts martiaux...

## Fiche technique
- Titre : Le Sens du devoir 4
- Titre original : 皇家師姐IV直擊証人 (Wong ga si je ji IV: Jik gik jing yan)
- Titre anglophone : In the Line of Duty 4 ou In the Line of Duty (au Royaume-Uni)
- Réalisation : Yuen Woo-ping
- Scénario : Anthony Wong Chau-Sang
- Pays d'origine :  Hong Kong
- Format : Couleurs - 1,85:1 - Mono - 35 mm
- Genre : Action et comédie policière
- Durée : 90 minutes
- Date de sortie : 1991

## Distribution
- Cynthia Khan : Madam Yeung
- Donnie Yen : Donny
- Michael Wong : Michael Wong
- Yuen Yat-chor : Luk Wan-ting
- Stephen Berwick : la tueur
- Chiao Chiao : la mère de Luk Wan-ting
- Wing Cho :
- Farid Dordar
- Farlie Ruth Kordica
- Blaine Lamoureux
- Liu Kai-chi : Ming
- Simon Lui
- Eddie Maher : Loan Shark
- Ray Pichette
- John Salvitti : la tueur à moto
- Michael Woods : le tueur noir
- Yuen Shun-yee :